# یوآن جیدونو
یوآن جیدونو (انگلیسی: Yoann Djidonou؛ زادهٔ ۱۷ مهٔ ۱۹۸۶) بازیکن فوتبال اهل بنین است.
از باشگاه‌هایی که در آن بازی کرده‌است می‌توان به باشگاه فوتبال ستاره سرخ اشاره کرد.
وی همچنین در تیم ملی فوتبال بنین بازی کرده‌است.